# Donogoo
Pour plus de détails, voir Fiche technique et Distribution.
Donogoo est un film franco-allemand réalisé par Reinhold Schünzel et Henri Chomette, sorti en 1936. Le film est adapté de la pièce théâtrale éponyme de Jules Romains.

## Synopsis
Un escroc brasseur d'affaires, Lamandin, associé à un étrange géographe (le Pr Letrouhadec, personnage récurrent de l'œuvre de Jules Romains) et à un banquier véreux, lance en pleine crise économique (la Grande Dépression post 1929) une société pour la mise en valeur d'une ville fictive d'Amérique latine, nommée Donogoo, qui présenterait d'immenses possibilités de ressources (notamment minières).
Ce faisant, il « vend du rêve » à des milliers de petits actionnaires... qui étaient peut-être secrètement prêts à avaler n'importe quel mirage pour sortir de leur médiocre quotidien.

## Historique du film
L'œuvre de Jules Romains (qui a choisi d'en faire une comédie légère et quelque peu cynique) est sous-tendue par des mythes anciens et des faits historiques réels : Le mythe des cités d'or de l'Eldorado qui motiva les conquistadores espagnols des XVe et XVIe siècles, la ruée vers l'or américaine de 1849 mais aussi le fiasco financier du canal de Panama (dans sa première version, sans écluses, avec des capitaux français et européens, qui ruina bien des petits épargnants).
Elle a un énorme succès en raison de sa résonance avec les scandales financiers qui commencent à mettre en péril la Troisième République au début des années 1930.
Initialement, Jules Romains, avant tout auteur de théâtre et de romans, a prévu de réaliser un film avant de se raviser et d'en faire une pièce de théâtre en utilisant le très performant plateau de scène du Théâtre Pigalle, alors flambant neuf. Le film de 1936 (qui suit de peu l'Affaire Stavisky) capitalisera sur le succès de la pièce de théâtre.
Le film en coproduction est tourné (comme il était courant à l'époque, cf. les diverses versions du film Monte Carlo Madness) en deux versions, l'une allemande (Intitulée Donogoo-Tonka) et l'autre en français (Donogoo) avec deux équipes distinctes de comédiens. Toutefois, le film, même s'il conserve les noms des protagonistes, gomme les aspects les plus politiques de la pièce de théâtre en la tirant vers une œuvre plus proche de l'opérette ou du vaudeville.

## Fiche technique
- Titre : Donogoo
- Titre original : Die geheimnisvolle Stadt
- Réalisation : Reinhold Schünzel et Henri Chomette, assisté de Kurt Hoffmann
- Supervision de la réalisation : Raoul Ploquin
- Scénario : Reinhold Schünzel, d'après la pièce de Jules Romains[3]
- Dialogues : Georges Neveux
- Décors : Otto Hunte et Willy Schiller
- Production : UFA - Alliance cinématographique européenne
- Pays d'origine :  France -  Allemagne
- Genre : Comédie (cinéma)
- Durée : 89 minutes
- Date de sortie : France - 10 juillet 1936
- Affiche : Jacques Bonneaud (France)

## Distribution
- Renée Saint-Cyr : Josette
- Raymond Rouleau : Pierre
- Nono Lecorre : Albert
- Adrien Le Gallo : Le Trouhadec
- Mona Lys : Jeannette
- Sinoël : Goujon
- Pierre Alcover : Sabourin
- Auguste Boverio : Rufisque
- Marcel Simon : Margajat
- Alfred Pasquali : le garçon de café
- Pierre Piérade
- Mila Parely
- Marfa Dhervilly
- Charles Redgie